# Belgisch Centraal Verbond voor Tabaksbewerkers
Het Belgisch Centraal Verbond voor Tabaksbewerkers was een Belgische vakcentrale die aangesloten was bij de ABVV.

## Geschiedenis
De organisatie had haar oorsprong bij de oprichting in 1868 van het Brusselse Union des Cigariers en het Antwerpse Sigarenmakersverbond. In 1887 volgde de oprichting van het Sigarenmakersverbond van Geeraardsbergen en in 1890 van de Socialistische Sigarenmakersbond van Gent. De tabaksnijverheid situeerde zich in de 19e eeuw voornamelijk in deze steden. Toen eind 19e eeuw de mechanisering werd geïntroduceerd, kon dit op weinig enthousiasme rekenen van de sigarenmaker en hun vakbonden, des te meer omdat het veranderde productieproces implementeerde dat er kinder- en vrouwenarbeid in de sector werd geïntroduceerd door de werkgevers. Tevens verschoof omstreeks deze periode de nijverheid zich naar  onder meer Philippeville, Arendonk, Luik, Turnhout en Knesselare. Onder meer hierdoor daalde na 1870 onder meer in Brussel de tewerkstelling van 450 in 1870 tot 200 in 1890. Om de dalende tewerkstelling te counteren loofde de vakvereniging voor leden die emigreerden buiten Europa een viaticum van 25 frank uit.
Eveneens in 1890 werd de Landelijke Federatie der Sigarenmakers opgericht en volgde de oprichting van afdelingen in onder meer Turnhout, Brugge en Mechelen. In 1900 volgde de oprichting van een nationale weerstandskas en op 1 januari 1909 werd de federatie omgevormd tot een vakcentrale, met name de Centrale Vereniging der Sigarenmakers. Opmerkelijk gegeven hierbij was dat het quasi Vlaamse centrale betrof, daar de tabaksnijverheid in Wallonië nagenoeg helemaal verdwenen was. Eén jaar later, op 8 januari 1910, werd de naam gewijzigd in Centrale van de Tabaksnijverheid. Om het banenverlies in de sector te counteren werd in Amerika de Club Onderlinge Steun der Belgische Centrale opgericht. Ze telde onder meer leden in Boston, Manchester en Providence en stimuleerde de opname van Belgen in de Amerikaanse sigarenbonden. Hiertoe moest men echter wel een certificaat kunnen voorleggen dat men reeds drie jaar vakbondslid was. Dat certificaat moest zijn ondertekend door de secretaris van de federatie.
Omstreeks 1919 bereikte de vakcentrale haar hoogtepunt qua ledenaantal met 10.171 leden. Dit was onder meer een gevolg van de realisatie van de achturendag in de sector en de stijgende syndicalisatiegraad onder vrouwelijke werknemers. Kort daarop, in 1923, werd de eerste cao in de tabaksnijverheid bedongen. Door enerzijds de concurrentie met de christelijke vakcentrale en anderzijds de verschuiving van de tewerkstelling naar de sigarettenproductie (waar er een lagere syndicalisatiegraad was) daalde het ledenaantal. Na de Tweede Wereldoorlog zette deze tendens zich verder en op 1 april 1954 ging de vakcentrale op in de Algemene Centrale der Bouw- en Ameublementarbeiders en der Gemengde Vakken van België (ACBAGVB).

## Structuur

### Bestuur
| Periode  | Voorzitter       |
| -------- | ---------------- |
| ...      |                  |
| ? - ?    | Joseph Denies    |
| ...      |                  |
| ? - 1952 | Jozef Van Heupen |

| Periode  | Secretaris-generaal |
| -------- | ------------------- |
| ...      |                     |
| ? - 1950 | Frans Van Uytven    |

### Organisatie
| Jaar | Ledenaantal |
| ---- | ----------- |
| 1919 | 10.171      |
| 1923 | 7.750       |
| 1930 | 5.659       |

| Jaar | Ledenaantal |
| ---- | ----------- |
| 1935 | 4.225       |
| 1945 | 3.126       |
| 1953 | 3.809       |

## Bekende (oud-)leden
- Joseph Denies
- Désiré Vande Moortele

- Jozef Van Heupen[2]
- Alfons Van Uytven

- Frans Van Uytven